# Alba Iulia
Pour les articles homonymes, voir Alba.
Alba Iulia (en hongrois Gyulafehérvár ou Károlyfehérvár, en allemand Karlsburg ou Weissenburg, en saxon de Transylvanie Weissenbrich) est une ville de Roumanie située en Transylvanie, dans le județ d'Alba dont elle est le chef-lieu. Elle était la capitale historique, politique et religieuse de la principauté de Transylvanie.
Quatre villages sont également rattachés à la municipalité : Bărăbanț (Borbánd), Micești (Ompolykisfalud), Oarda (Alsóváradja) et Pâclișa (Poklos).

## Géographie
La ville est située à 72 km à l'est de Deva et à 95 km au sud de Cluj-Napoca, à la confluence des rivières Mureș et Ampoi (en).

## Toponymie
La ville possède de nombreux toponymes, qu'ils rappellent les différents pouvoirs qui s'y sont succédé au cours de l'histoire ou reflètent la pluralité ethnique et linguistique de la région. 
Ainsi, la ville est tout d'abord connue comme Apulum en latin, toponyme vraisemblablement emprunté au dace Apoulon, du nom d'une forteresse située à 20 km au nord de la ville. Les grandes invasions du début du Moyen Âge voient l'installation durable des Magyars. La ville, jusqu'ici connue sous le nom de Bălgrad ou Belograd (« citadelle blanche » en vieux-slave) ,, prend alors le nom de Gyulafehérvár (la « ville blanche du gyula », gyula étant un nom commun hongrois désignant un commandant militaire), du nom d'un seigneur nommé Geula, Gyula, ou Iula, qui aurait fondé la ville et en aurait fait la capitale de son duché durant le Xe siècle. 
D'autres toponymes sont recensés durant la période médiévale parmi lesquels Albae Civitatis en 1134, Belegrada en 1153 puis Albensis Ultrasilvanus, Albe Transilvane ou castrum Albens vers 1200. Sous l'influence du toponyme hongrois Gyulafehérvár, le nom latin évolue progressivement en Alba Iulia. Les roumanophones conserveront longtemps le nom d'origine slave, Bălgrad ou Belograd, avant que la forme latine médiévale ne l'emporte, vraisemblablement au cours du XVIIIe siècle. 
La ville est également connue par ses noms allemands — du fait de l'importante minorité germanique — Weissenburg, en saxon de Transylvanie Weissenbrich (le « château blanc » ou la « ville blanche ») ou Karlsburg (le « château de Charles », en hommage à Charles VI), hommage que l'on retrouve aussi dans la langue hongroise, avec le toponyme Károlyfehérvár, la « ville blanche de Charles ».

## Histoire
Située aux pieds des Carpates occidentales roumaines et des Carpates méridionales, cette ville est sans doute l'une des plus anciennes de Roumanie. Localité importante durant la période romaine, nommée Apulum, la ville a été, par la suite, siège des premiers archevêchés fondés au début du XIe siècle, capitale de la principauté de Transylvanie (du XVIe au XVIIIe siècle), puis centre administratif autrichien (du XVIIIe au XIXe siècle) du grand-duché de Transylvanie faisant partie de l'Empire des Habsbourg.

### Antiquité et époque romaine

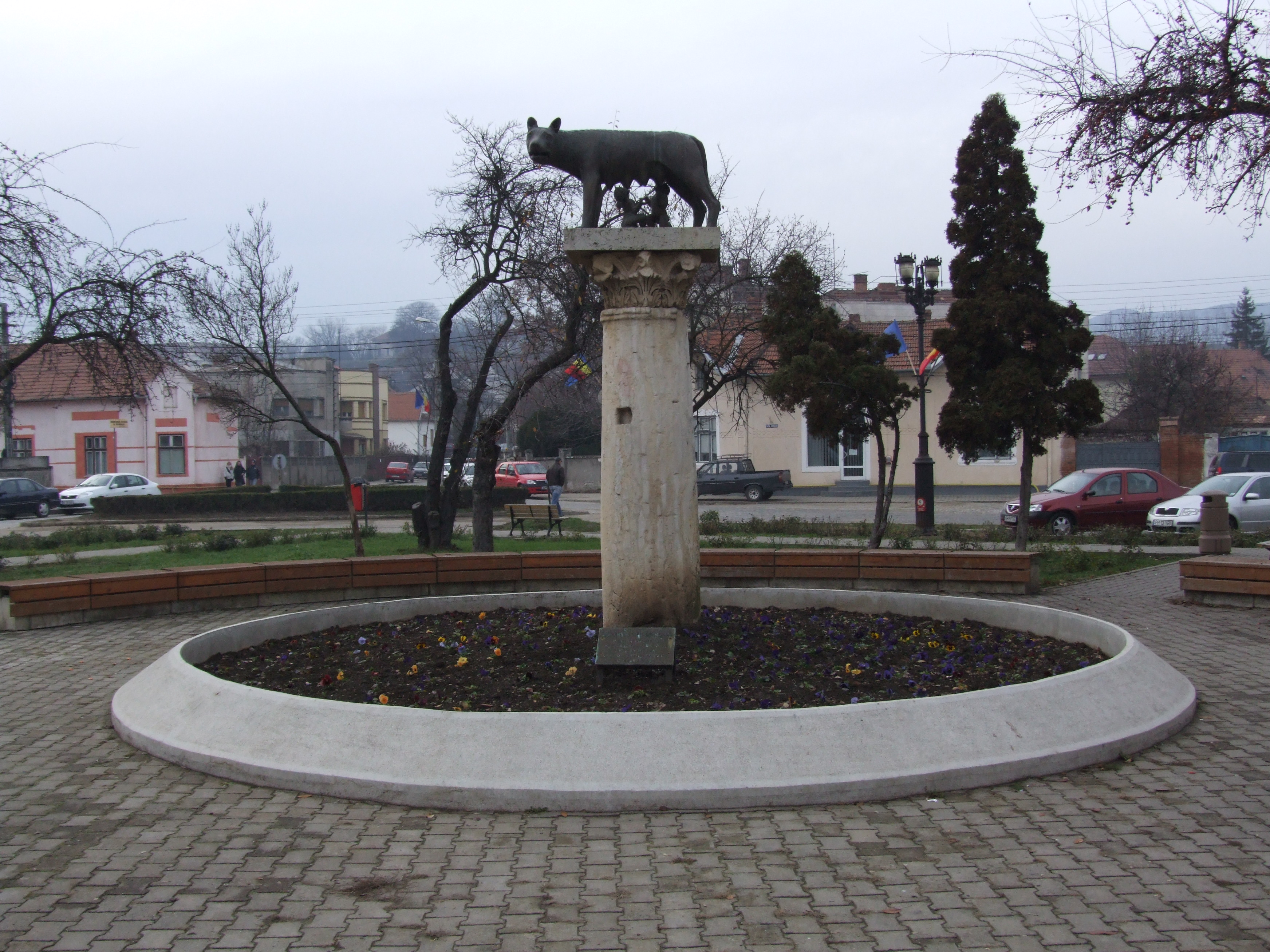
Alba Iulia, réplique de la Louve capitoline.

Des vestiges datant du Néolithique ont été retrouvés. Dans l'Antiquité, les Daces, Thraces du Nord, également appelés Gètes, sont mentionnés par le géographe Claude Ptolémée. À l'époque romaine, la XIIIe légion romaine Gemina était casernée là, dans un des principaux castrae en pierre de la Dacie romaine. Les Romains auraient emprunté le nom de la ville à un toponyme dace : Apoulon. C'était une forteresse située à 20 km au nord d'Alba Iulia. Deux cités romaines se sont développées près des campements romains : l'une dans la forteresse, l'autre près de la rivière Mureș, à Partos. Ces implantations sont devenues deux des plus importantes localités de la Dacie romaine, qui prend fin en 271, lorsque les Romains se retirent, le coût de la défense de la province étant devenu supérieur aux revenus des mines d'or des monts du Bihor voisins.

### Moyen Âge

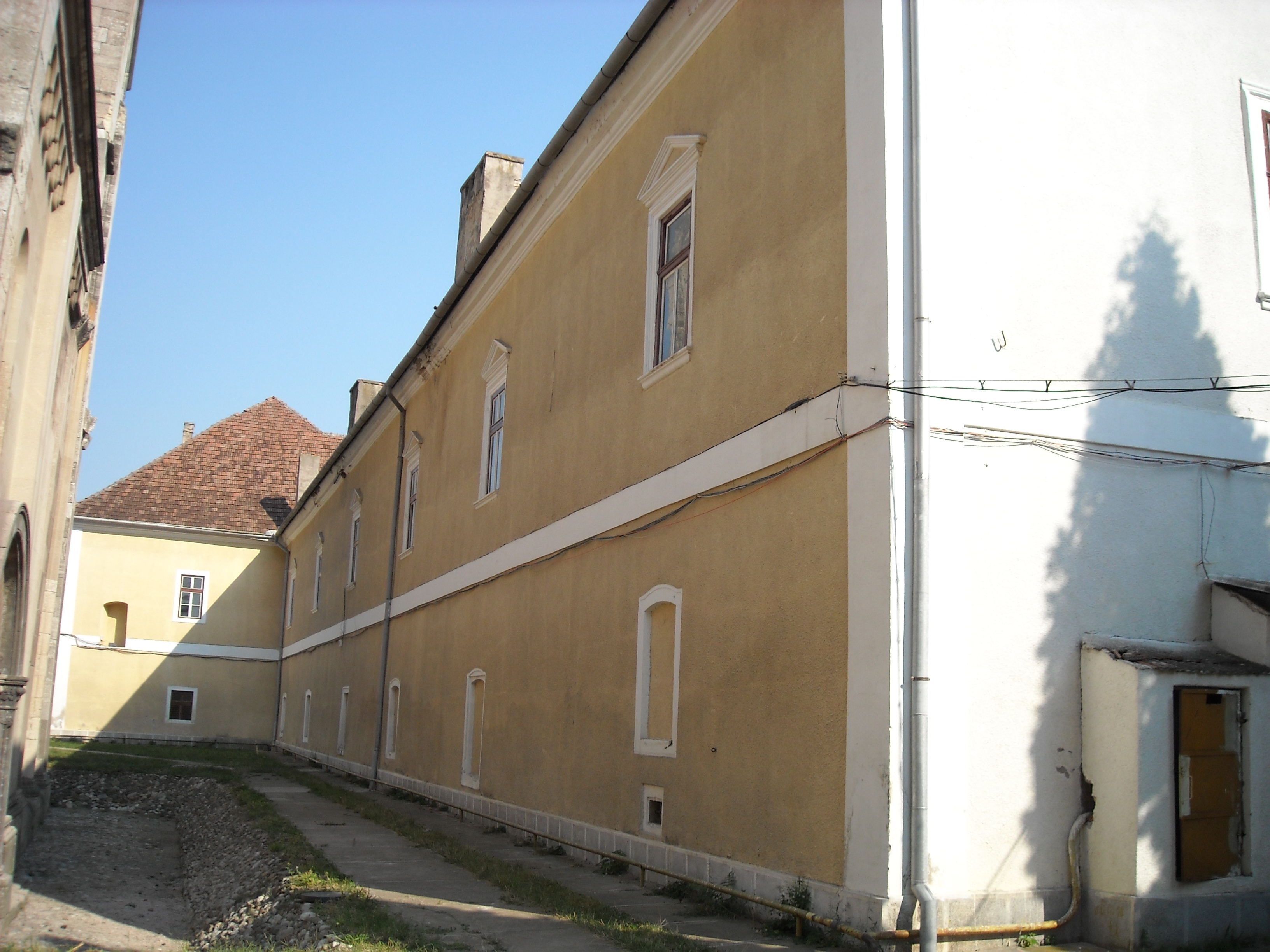
Le palais des voïvodes et des princes de Transylvanie.

Par la suite, durant les grandes migrations, les Wisigoths, Huns, Gépides, Avars, Slaves, Bulgares et Magyars se succèdent dans la région, mais seuls ces derniers finissent par s'installer à la fin du IXe siècle. Au Xe siècle, le site d'Alba Iulia abrite la plus ancienne basilique byzantine de Transylvanie, dirigée par Hiérothée (pope grec), récemment découverte.
Au XIe siècle, aux débuts de la principauté de Transylvanie elle-même partie du nouveau royaume de Hongrie, la ville est mentionnée sous le nom de Bălgrad ou Belograd (« citadelle blanche » en vieux-slave). La Gesta Hungarorum, chanson de geste hongroise, mentionne un seigneur nommé Geula, Gyula, ou Iula, qui aurait fondé la ville et en aurait fait la capitale de son duché durant le Xe siècle, sous le nom de Gyulafehérvár (la « ville blanche du gyula », gyula étant un nom commun hongrois désignant un commandant militaire). Dans une chronique germanique, les Annales de Hildesheim, Iula apparaît comme un « roi » qui aurait cédé son duché, après une défaite, au roi Étienne Ier de Hongrie, au début du XIe siècle.
L'évêché catholique de la Transylvanie fut établie au XIe siècle dans la ville, après l'adoption du catholicisme par Étienne Ier, dit, depuis, « saint Étienne ». De cette époque date la construction de la première cathédrale. L'actuelle cathédrale catholique romaine a été construite du XIIe au XIIIe siècle. En 1542, Jean II, voïvode de Transylvanie, utilisa la citadelle dans ses préparatifs pour une grande bataille contre l'Empire ottoman. La cathédrale fut agrandie durant son règne et il y fut enseveli après sa mort.

### DuXVIeauXIXesiècle

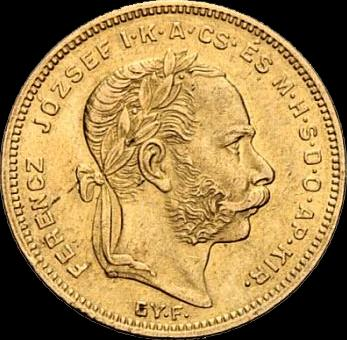
La pièce de 8 florins (20 F), éditée à Alba Iulia (Gyulafehérvár Gy. F.) en l'honneur de François-Joseph Ier d'Autriche, 1870.

En 1541, Alba Iulia devint la capitale de la principauté de Transylvanie (et le resta jusqu'en 1690). En 1599, Michel Ier, déjà prince de Valachie et de Moldavie, fit son entrée triomphale comme voïvode de Transylvanie dans la ville d'Alba Iulia (alors nom de la ville en latin de chancellerie). Il réalisa ainsi, sans rechercher autre chose que sa propre puissance, la première union des trois pays où vivent la majorité des roumanophones. Cet éphémère épisode prit au XIXe siècle une grande résonance dans l'historiographie roumaine, bien que Michel le Brave n'ait jamais évoqué de projet national ou unitaire roumain, ait favorisé la noblesse hongroise en Transylvanie, et ait alourdi les charges des serfs roumains. En 1613, le prince hongrois Gabriel Bethlen gouverna d'Alba Iulia la principauté transylvaine, et la ville connut grâce à lui un essor culturel considérable.
Charles VI, Habsbourg d'Autriche, fit construire la Cité d'Albe Caroline (das Burg, Cetatea, Erőd) entre 1716 et 1735 d'après les plans de l'architecte italien Giovanni Morando Visconti. Chef-d'œuvre remarquable de l'architecture militaire, la « Cité » compte sept bastions et quatre portes monumentales.
Au XVIIIe siècle, les révoltes des paysans roumains contre la domination austro-hongroise se multiplièrent. En 1779, les représentants des paysans roumains s'adressèrent à l'empereur Joseph II, pour remédier à leur situation sociale, juridique et politique, qui jusqu'à cette époque avait été complètement négligée par la noblesse hongroise transylvaine qui dirigeait le pays. Mais ces requêtes répétées adressées à l'Empereur furent vaines, si bien que la plus grande révolte des paysans roumains éclata en 1784. Véritable guerre de libération, conduite par trois Motses (paysans, bergers et guerriers du massif du Bihor) : Vasile Ursu Nicola dit Horea, Ion Oargă dit Cloșca et Marcu Giurgiu dit Crișan. Elle fut brutalement réprimée.
En 1848, les habitants de la ville participèrent à la révolution qui, pour les Roumains transylvains, fut conduite par l'avocat Avram Iancu, qui avait son quartier général dans les monts Apuseni.

### XXesiècle
Alba Iulia a une grande signification symbolique en Roumanie, car c'est là que fut scellée le 1er décembre 1918, après la Première Guerre mondiale, l'« Union de tous les Roumains » appelée « grande Roumanie ». Cette date est la fête nationale de la Roumanie. C'est à Alba Iulia que se réunit l'Assemblée des Roumains de Transylvanie, qui y proclama l'union de la Transylvanie et du Vieux Royaume (déjà agrandi de la république démocratique moldave qui avait proclamé son union neuf mois auparavant). C'est donc ici que les 1er décembre ont lieu des reconstitutions et défilés historiques en costumes, évoquant l'histoire des Roumains. Le 15 octobre 1922 furent couronnés dans cette même ville Ferdinand Ier et Marie de Roumanie. Comme toute la Roumanie, Alba Iulia a subi les régimes dictatoriaux carliste, fasciste et communiste de février 1938 à décembre 1989, mais connaît à nouveau la démocratie depuis 1990.

## Démographie

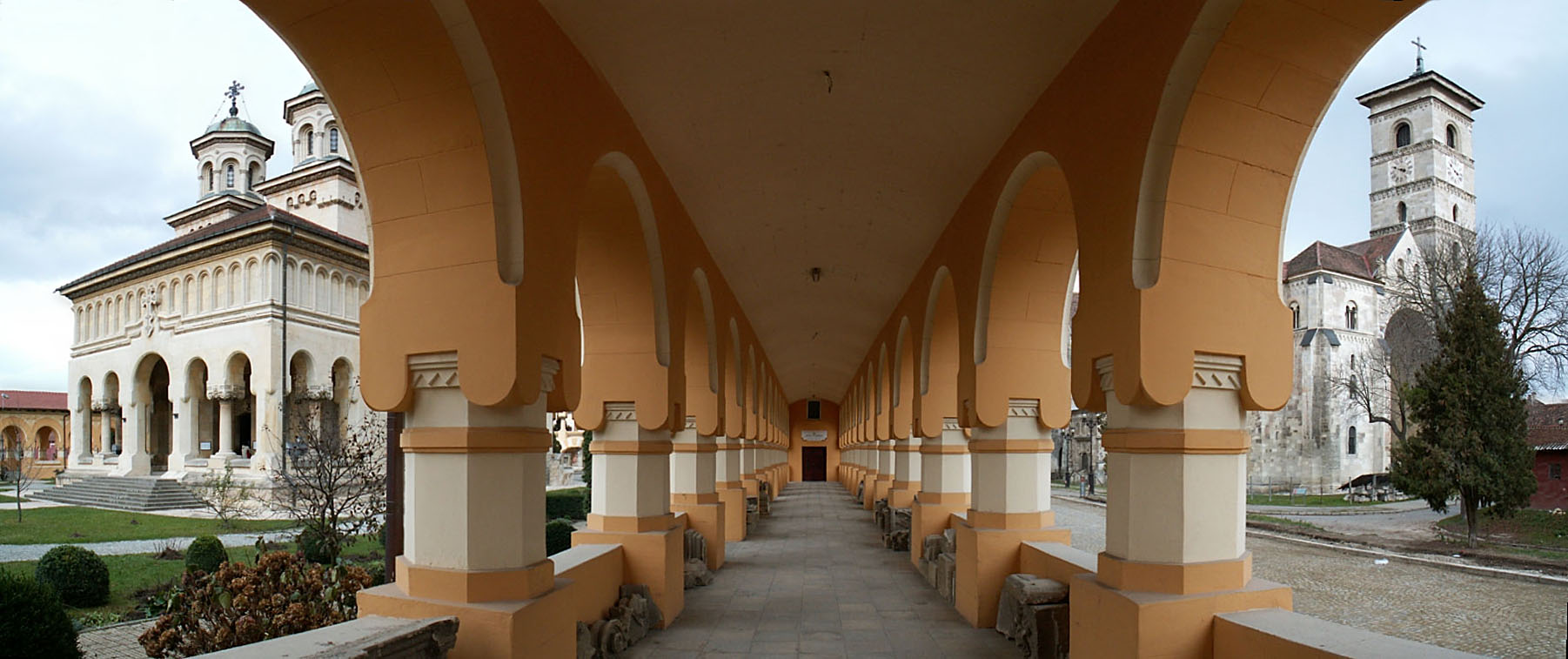
Les deux cathédrales d'Alba Iulia. La cathédrale orthodoxe roumaine (à gauche) et la cathédrale catholique romaine (à droite).

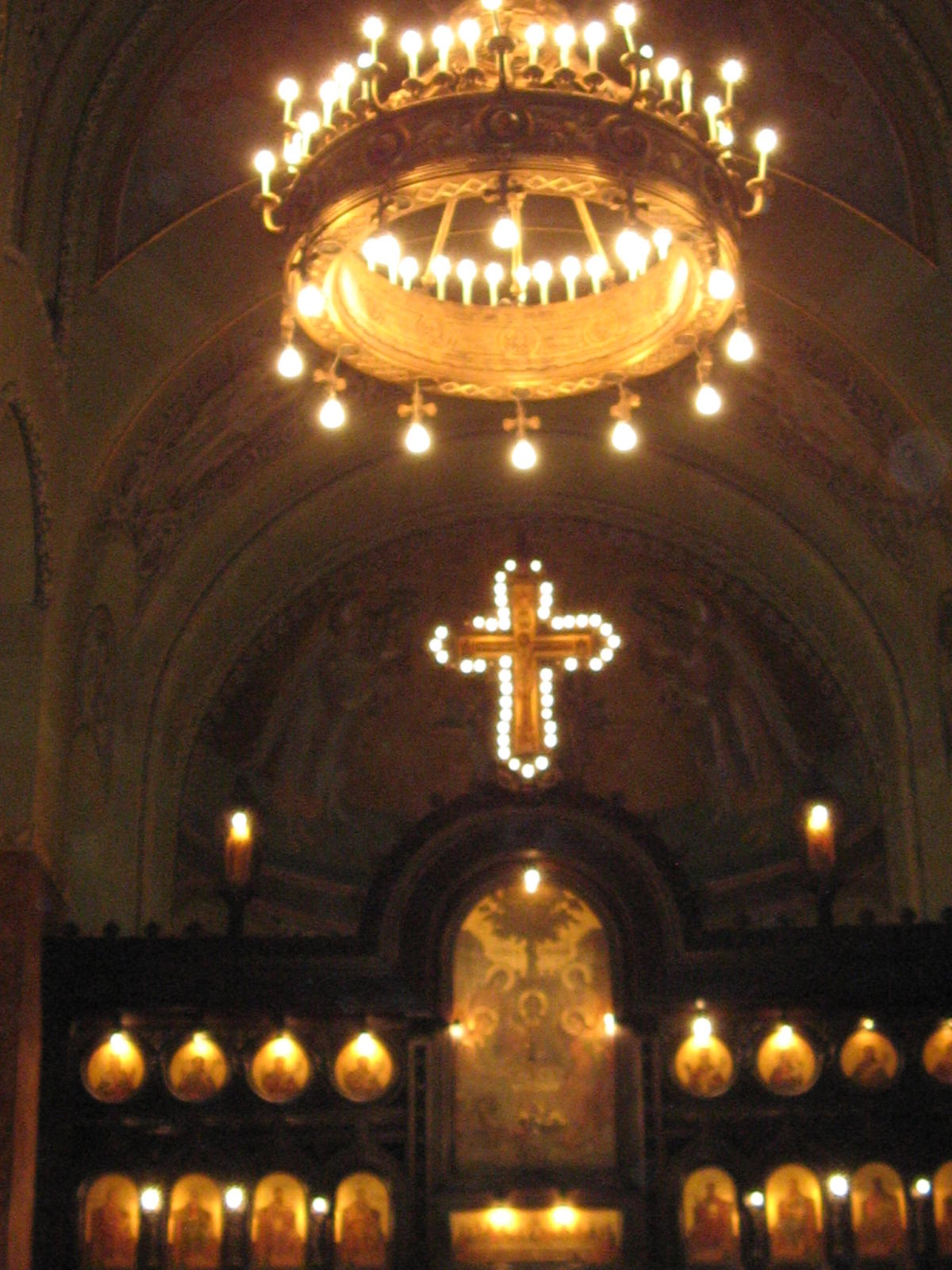
L'intérieur de la cathédrale orthodoxe.

### Composition ethnique
| Année, | Roumains | Roumains | Hongrois | Hongrois | Allemands | Allemands | Juifs | Juifs | Roms  | Roms | Autres | Autres |
| Année, | Nb       | %        | Nb       | %        | Nb        | %         | Nb    | %     | Nb    | %    | Nb     | %      |
| ------ | -------- | -------- | -------- | -------- | --------- | --------- | ----- | ----- | ----- | ---- | ------ | ------ |
| 1850   | 5 840    | 64,02    | 1 276    | 13,99    | 760       | 8,33      | 762   | 8,35  | 367   | 4,02 | 117    | 1,28   |
| 1920   | 10 299   | 67,77    | 2 500    | 16,45    | 538       | 3,54      | 1 785 | 11,75 |       |      | 74     | 0,49   |
| 1930   | 13 317   | 72,92    | 2 430    | 13,31    | 560       | 3,07      | 1 493 | 8,18  | 132   | 0,72 | 330    | 1,81   |
| 1956   | 17 755   | 85,31    | 1 480    | 7,11     | 372       | 1,79      | 568   | 2,73  | 566   | 2,72 | 72     | 0,35   |
| 1977   | 37 644   | 91,37    | 1 925    | 4,67     | 708       | 1,72      | 87    | 0,21  | 759   | 1,84 | 76     | 0,18   |
| 1992   | 66 678   | 93,69    | 2 516    | 3,54     | 461       | 0,65      | 29    | 0,04  | 1 401 | 1,97 | 83     | 0,12   |
| 2002   | 62 722   | 94,45    | 1 836    | 2,76     | 217       | 0,33      | 20    | 0,03  | 1 475 | 2,22 | 136    | 0,20   |
| 2011   | 55 671   | 87,62    | 1010     | 1,59     | 115       | 0,18      | 19    | 0,03  | 1 119 | 1,76 | 5 602  | 8,82   |

### Religions
| Année, | Orthodoxes | Greco-catholiques | Catholiques | Réformés | Juifs | Autres |
| ------ | ---------- | ----------------- | ----------- | -------- | ----- | ------ |
| 1850   | 42,59      | 25,04             | 16,78       | 4,97     | 8,35  | 2,27   |
| 1880   | 30,87      | 30,02             | 20,08       | 5,71     | 10,04 | 3,28   |
| 1900   | 32,12      | 29,62             | 18,04       | 6,83     | 9,61  | 3,78   |
| 1930   | 38,88      | 32,92             | 11,24       | 4,99     | 8,60  | 3,37   |
| 1992   | 87,29      | 2,55              | 2,83        | 1,72     | 0,04  | 5,57   |
| 2002   | 88,02      | 2,63              | 2,50        | 1,29     | 0,03  | 5,53   |
| 2011   | 81,30      | 1,92              | 1,88        |          |       |        |

## Politique
| Période                                  | Période  | Identité    | Étiquette    | Qualité |
| ---------------------------------------- | -------- | ----------- | ------------ | ------- |
| Les données manquantes sont à compléter. |          |             |              |         |
| 1996                                     | En cours | Mircea Hava | PD, puis PNL |         |

| Parti | Parti                                      | Sièges |
| ----- | ------------------------------------------ | ------ |
|       | Parti national libéral (PNL)               | 12     |
|       | Parti social-démocrate (PSD)               | 5      |
|       | Alliance des libéraux et démocrates (ALDE) | 2      |
|       | Parti Mouvement populaire (PMP)            | 1      |
|       | Indépendant                                | 1      |

## Intérêt touristique
Les vestiges et les quatre impressionnantes portes de la muraille sont très bien conservées et peuvent être visitées grâce au Parcours des 3 Cités du quartier de la Cité (en roumain Cetate). À l'entrée de ce complexe archéologique, peuvent être vues les ruines des murs extérieurs, tout comme une des portes de la cité médiévale par laquelle est entré en ville Michel Ier le Brave (Mihai Viteazul).

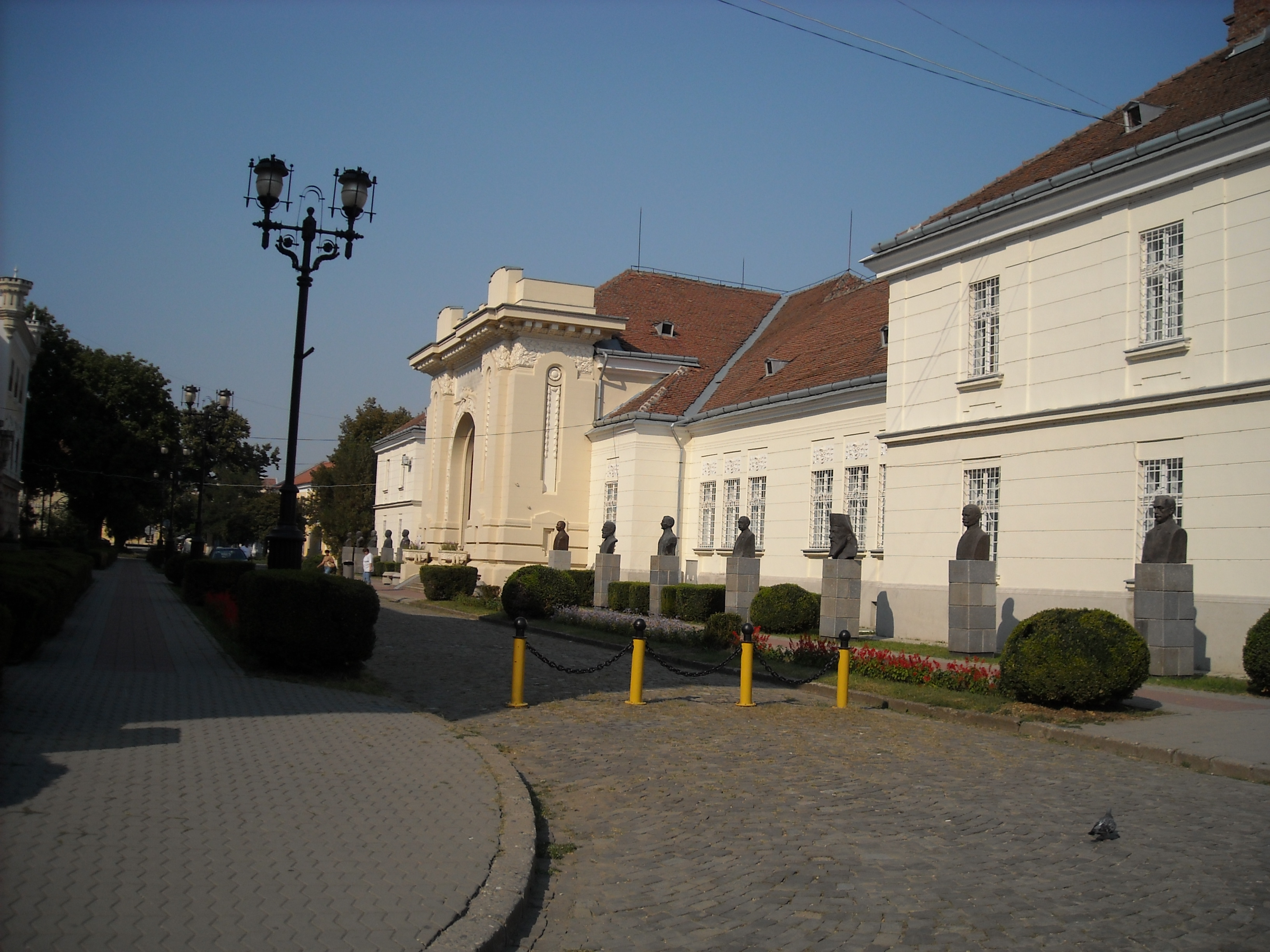
La salle de l'Union.
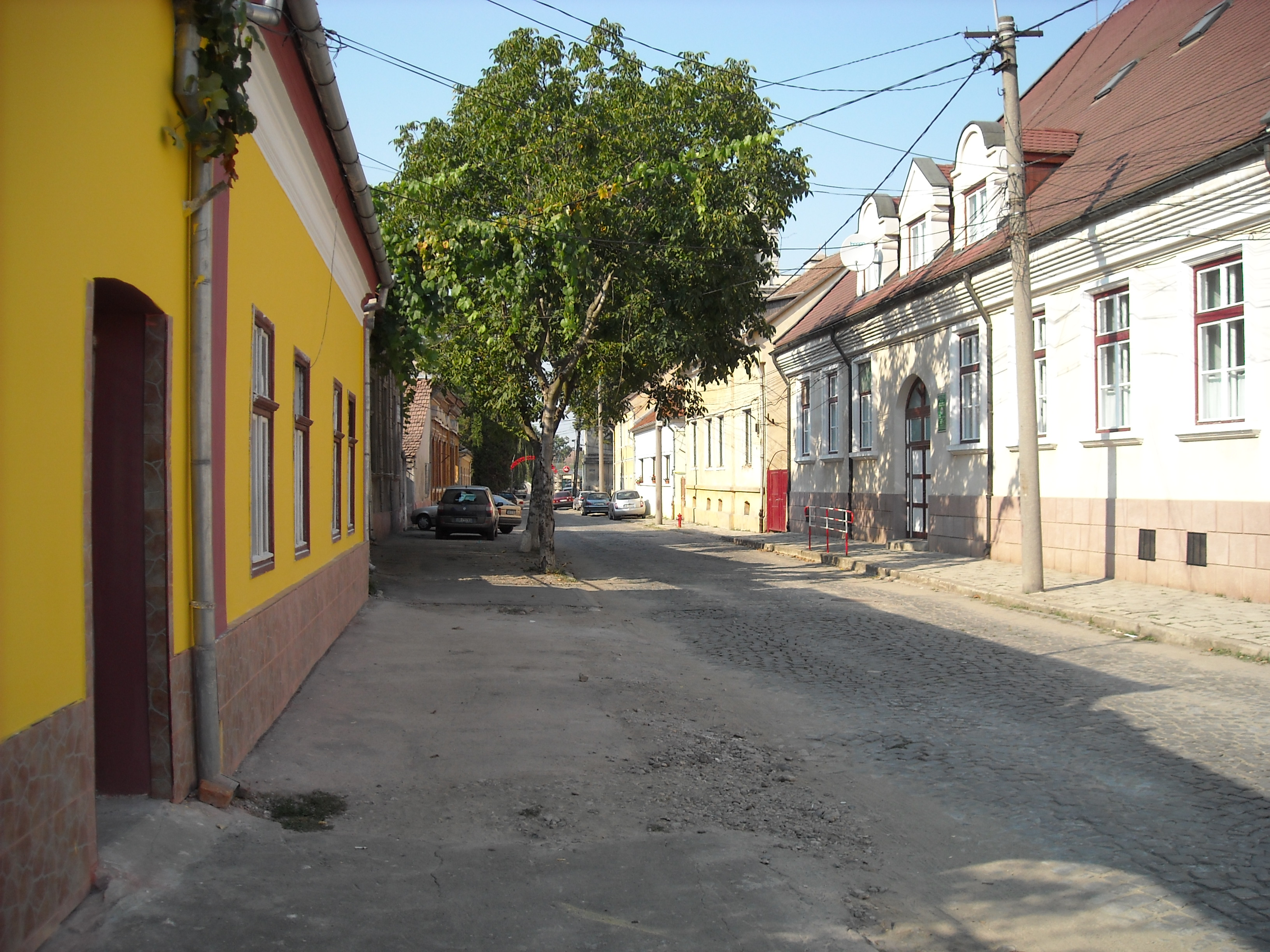
Rue dans la Cité.
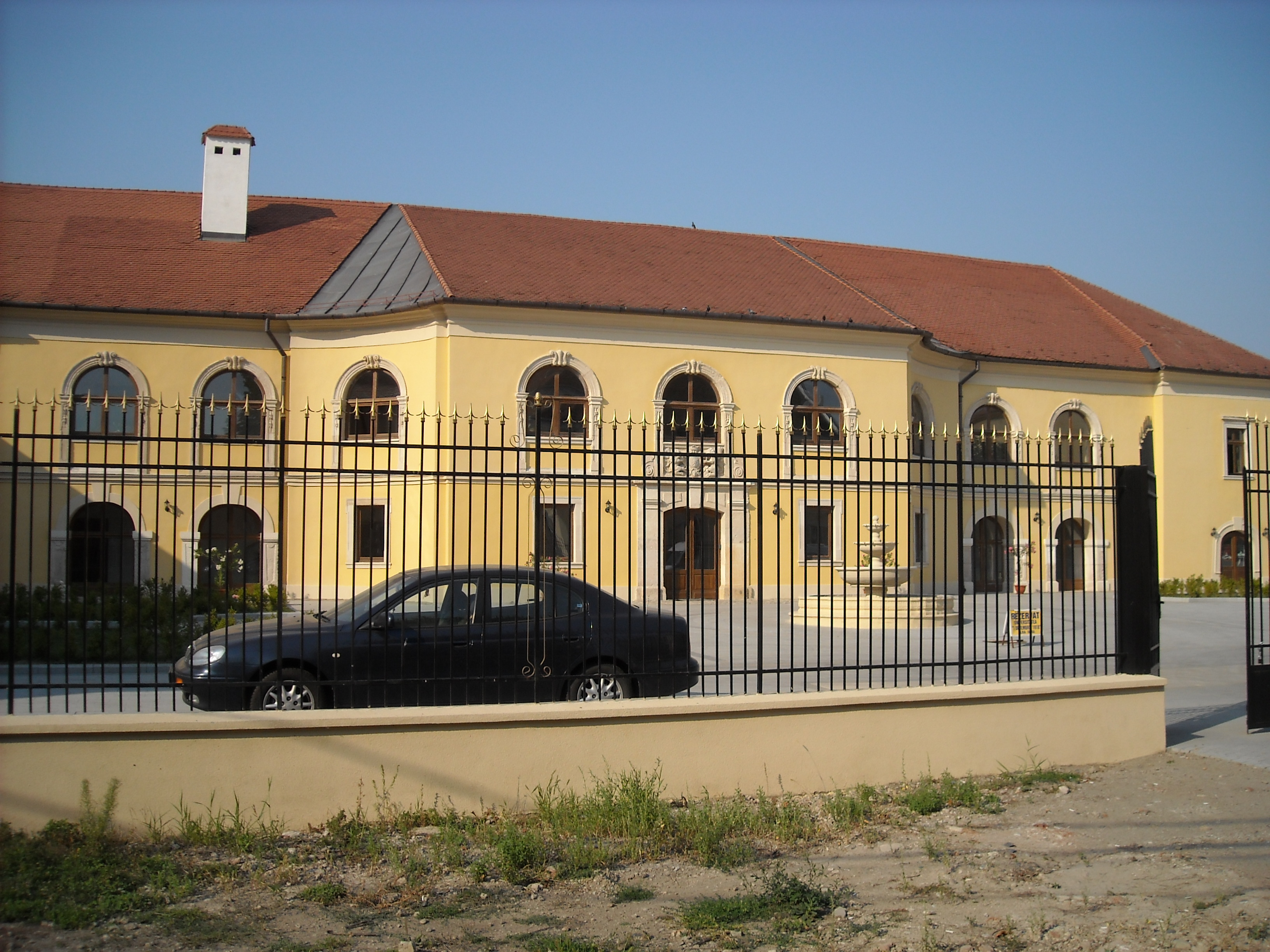
Le palais Apor.
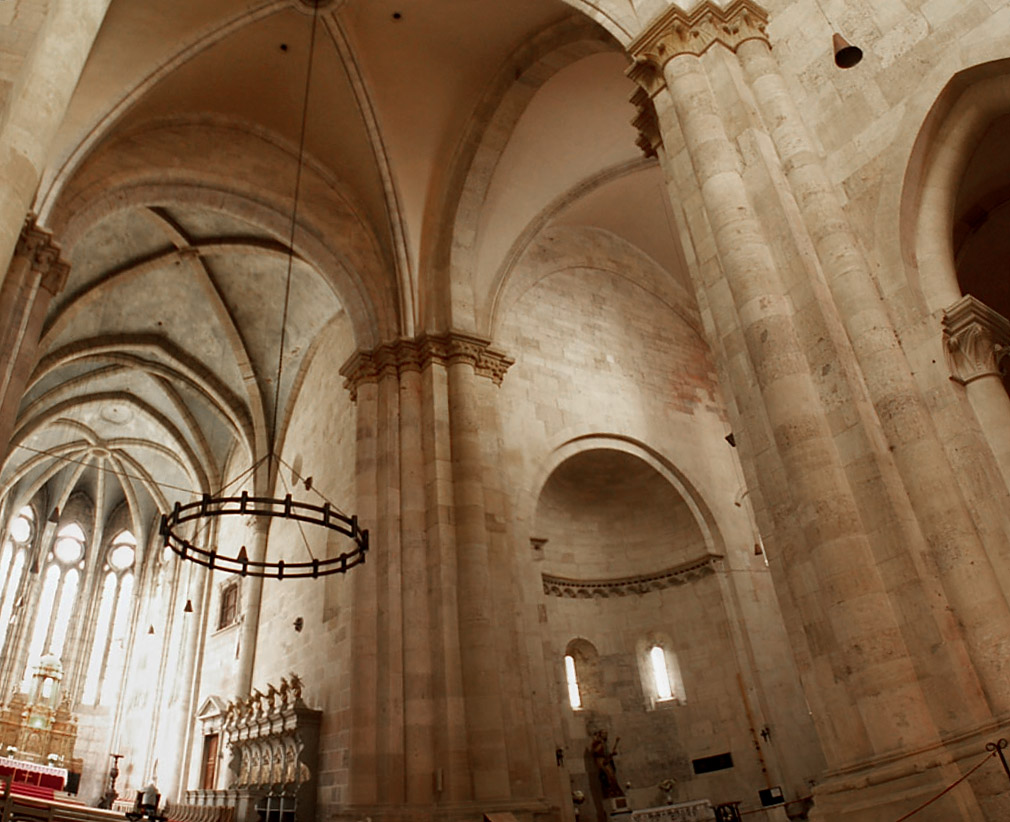
Intérieur de la cathédrale catholique.
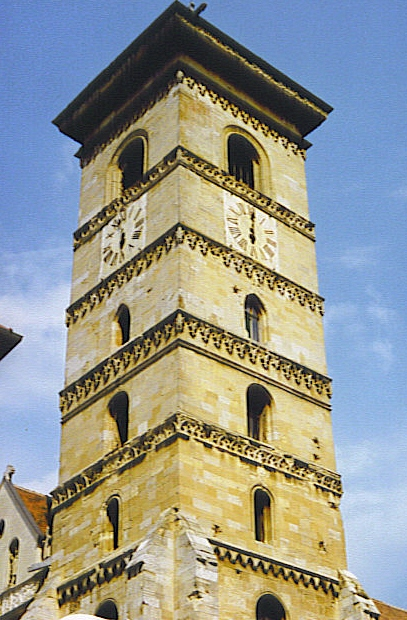
La tour de la cathédrale catholique.
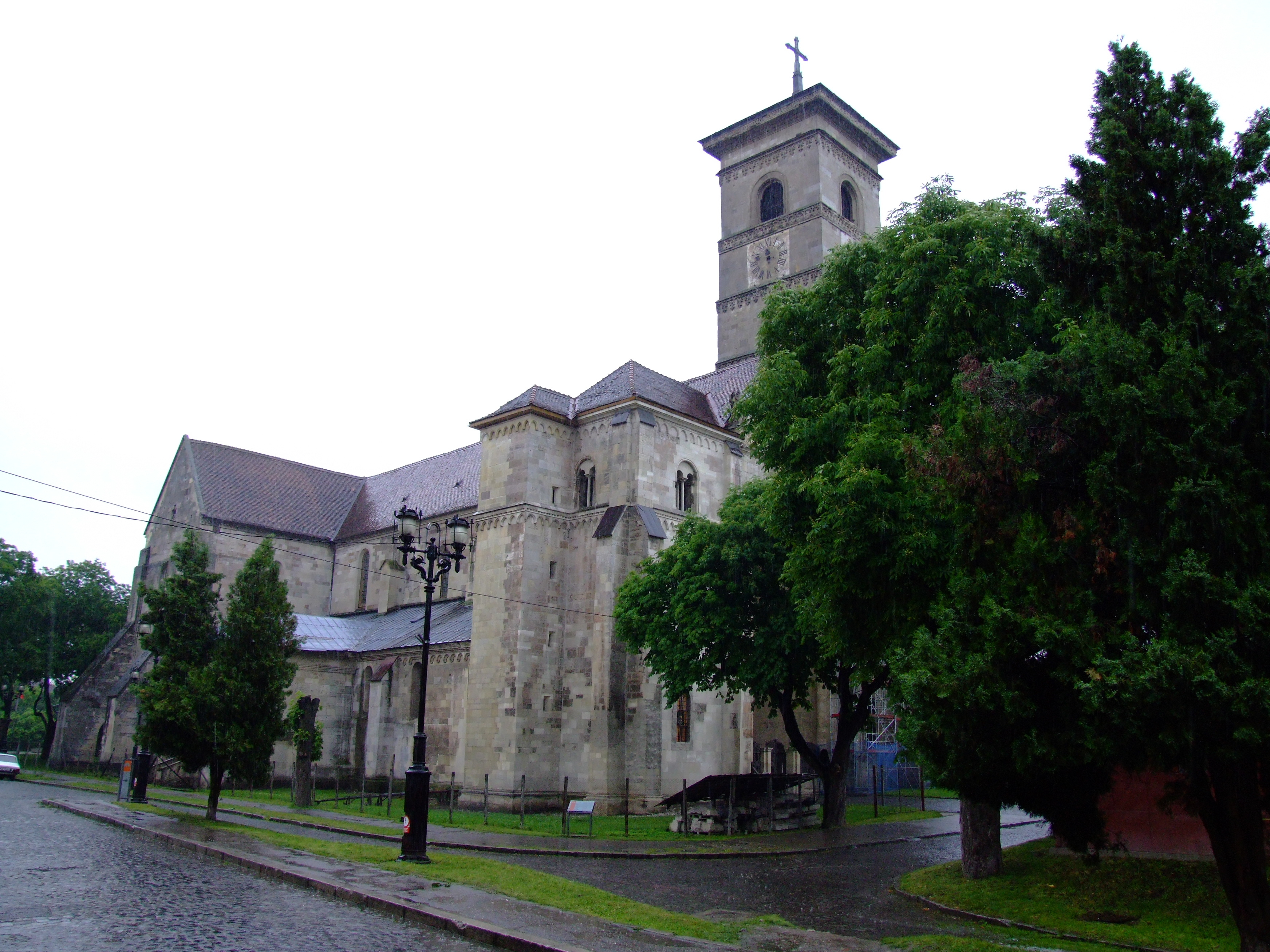
Cathédrale catholique.
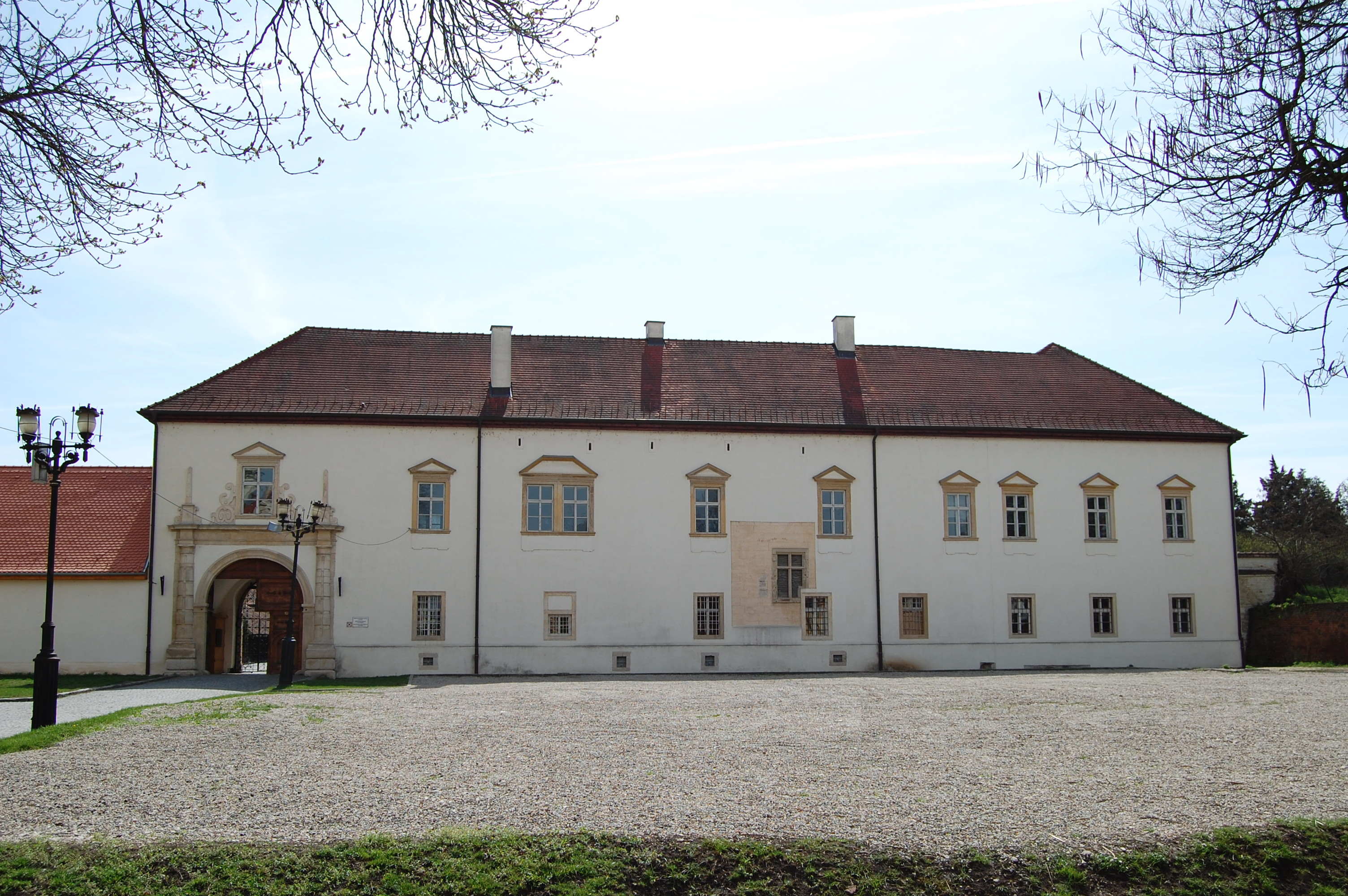
Palais de l'archevêque catholique.
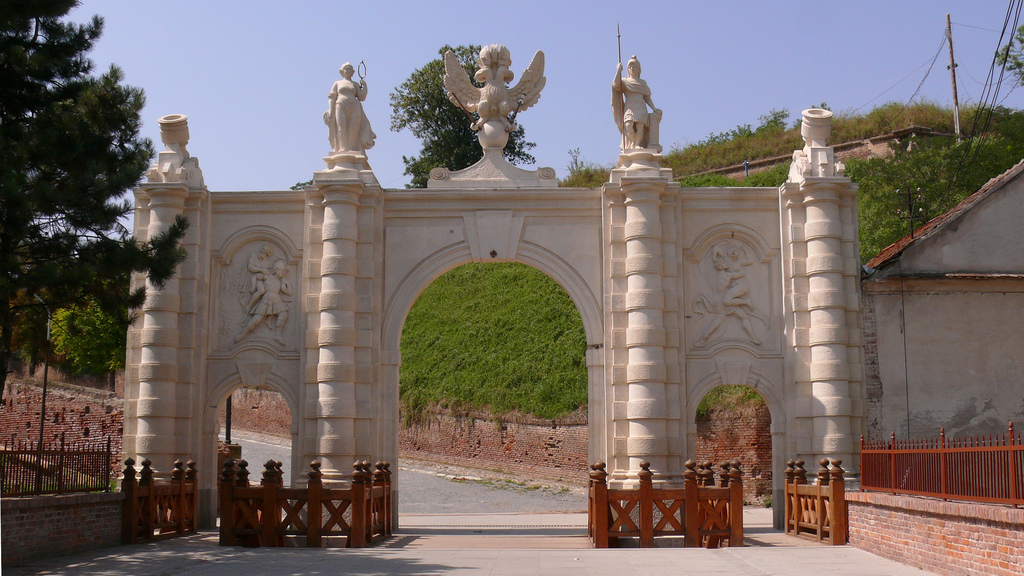
Première porte de la ville.
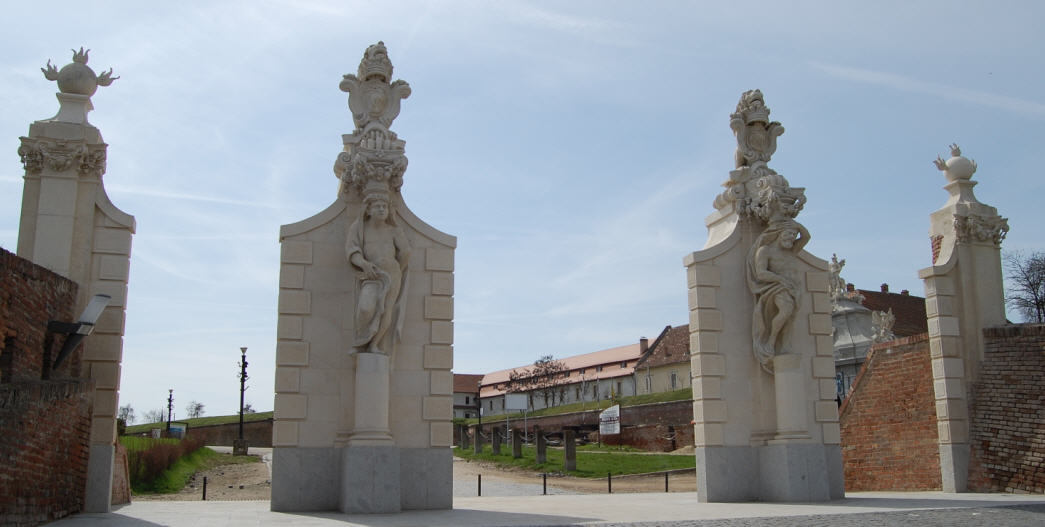
Deuxième porte de la fortification - vue extérieure.
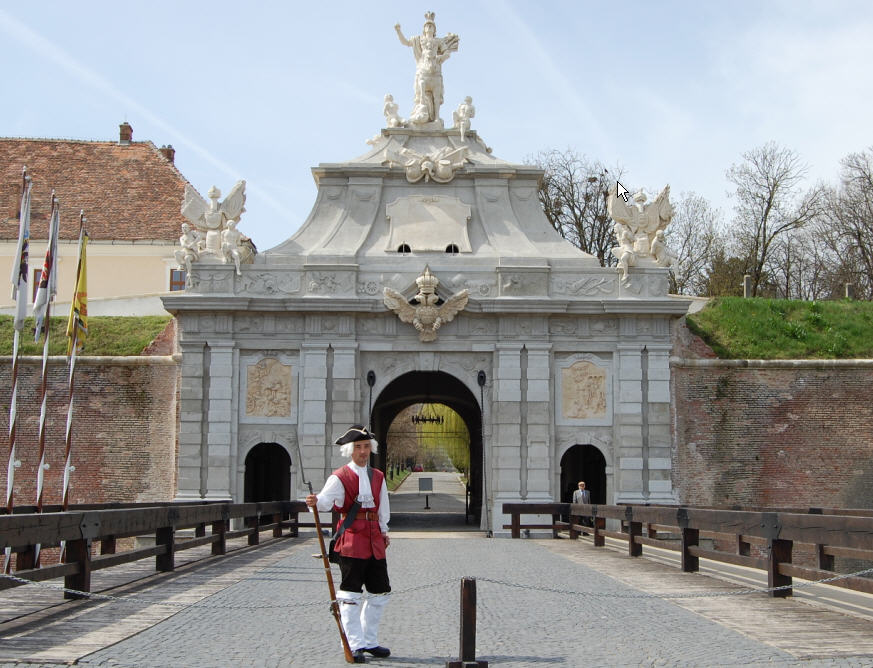
Troisième porte de la fortification - vue extérieure.
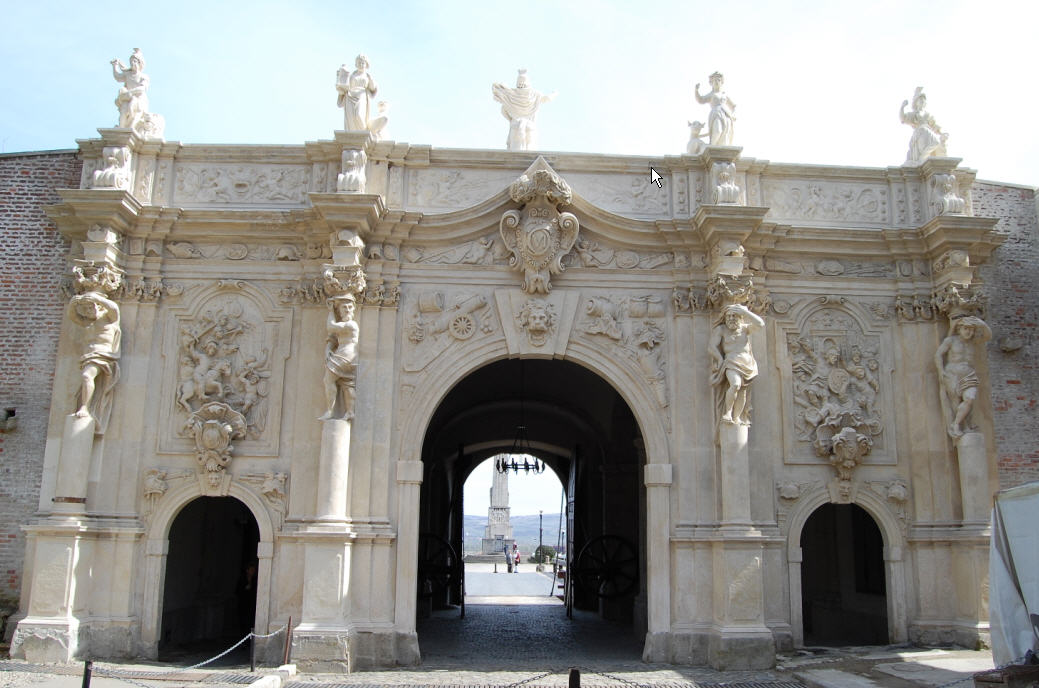
Troisième porte de la fortification - vue intérieure.
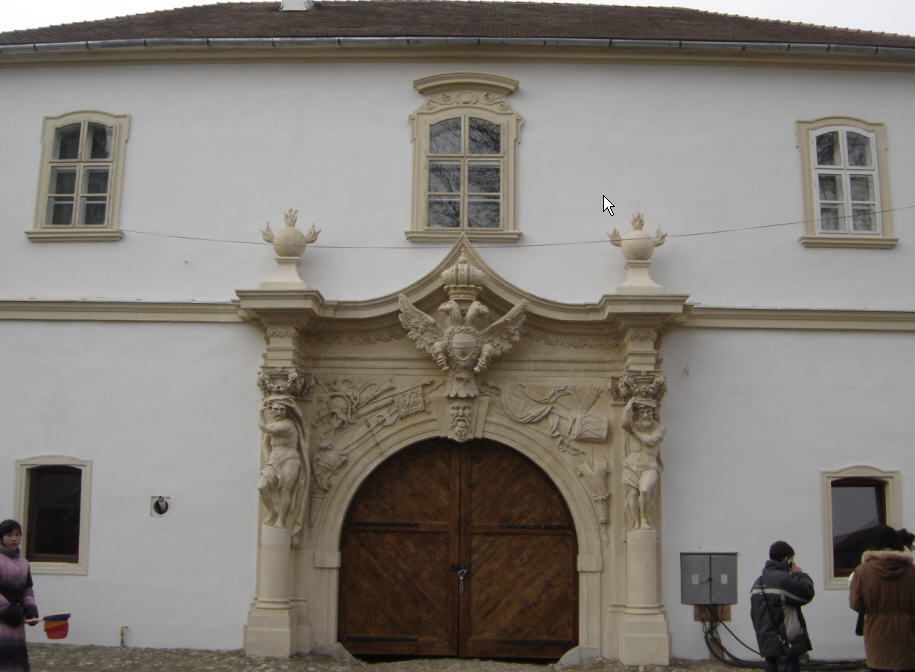
Quatrième porte de la fortification - vue intérieure.
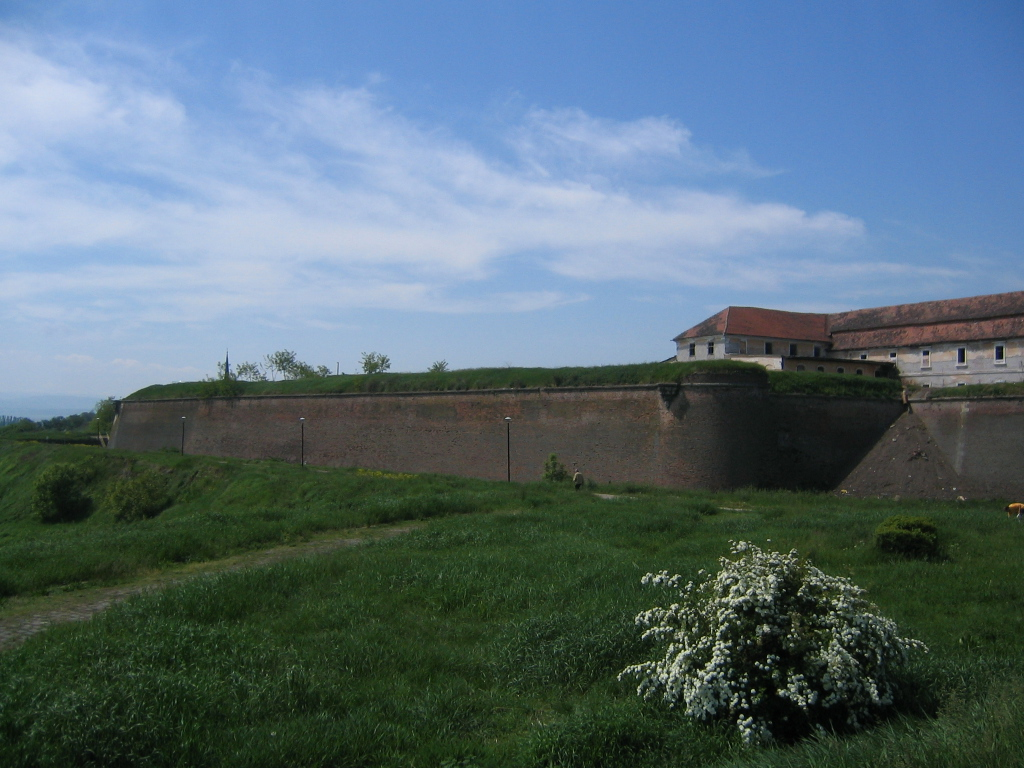
La fortification.
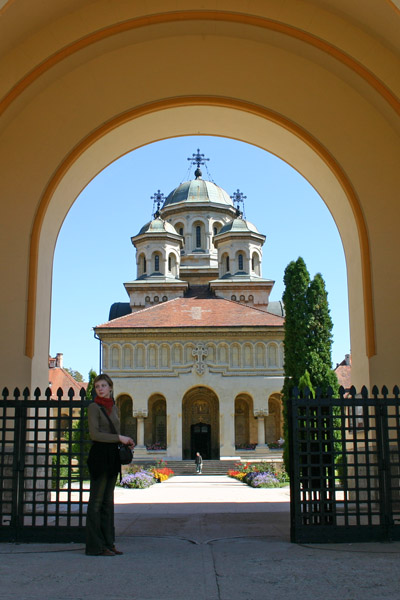
Cathédrale orthodoxe.
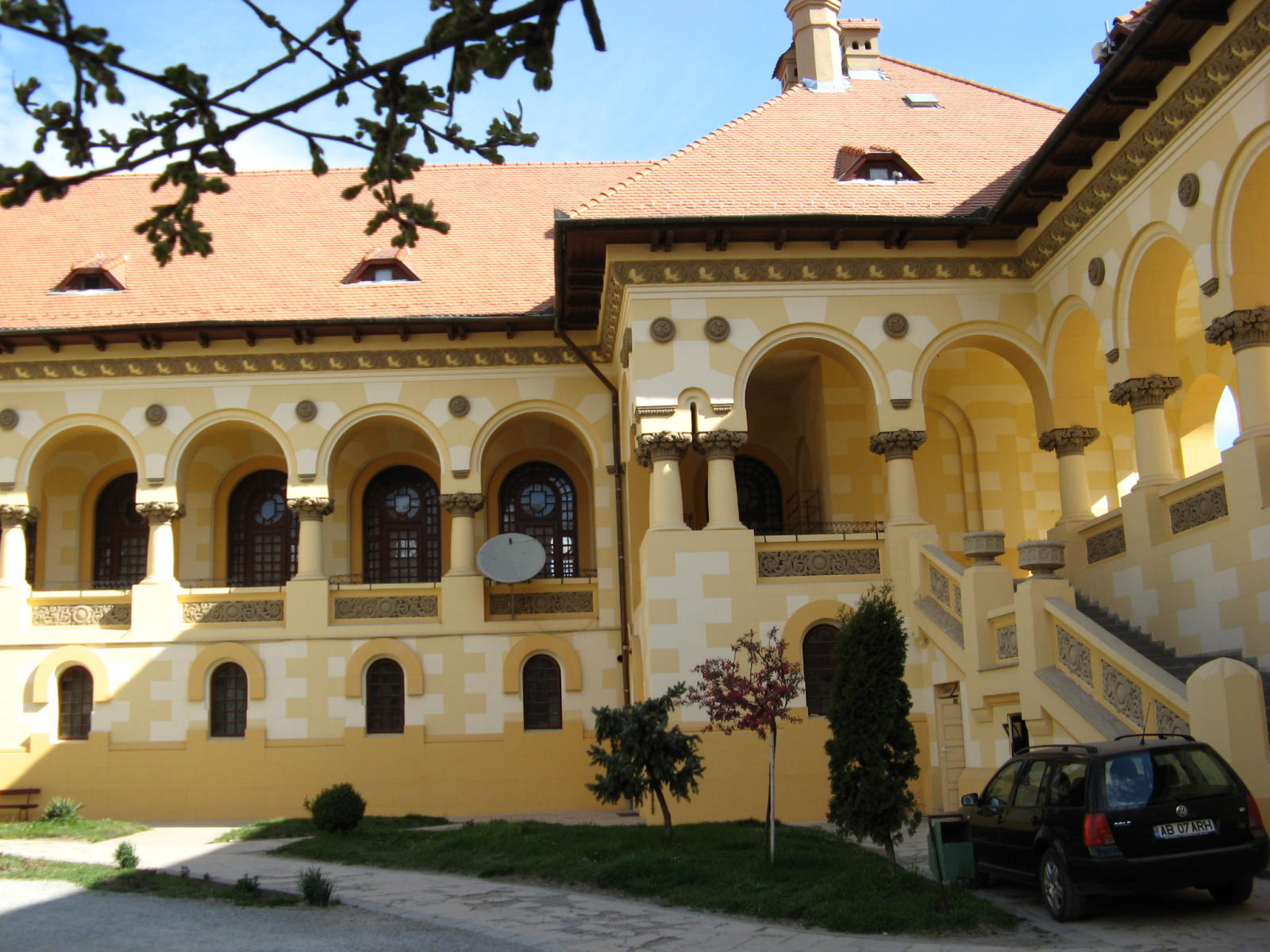
Cloître de la cathédrale orthodoxe.
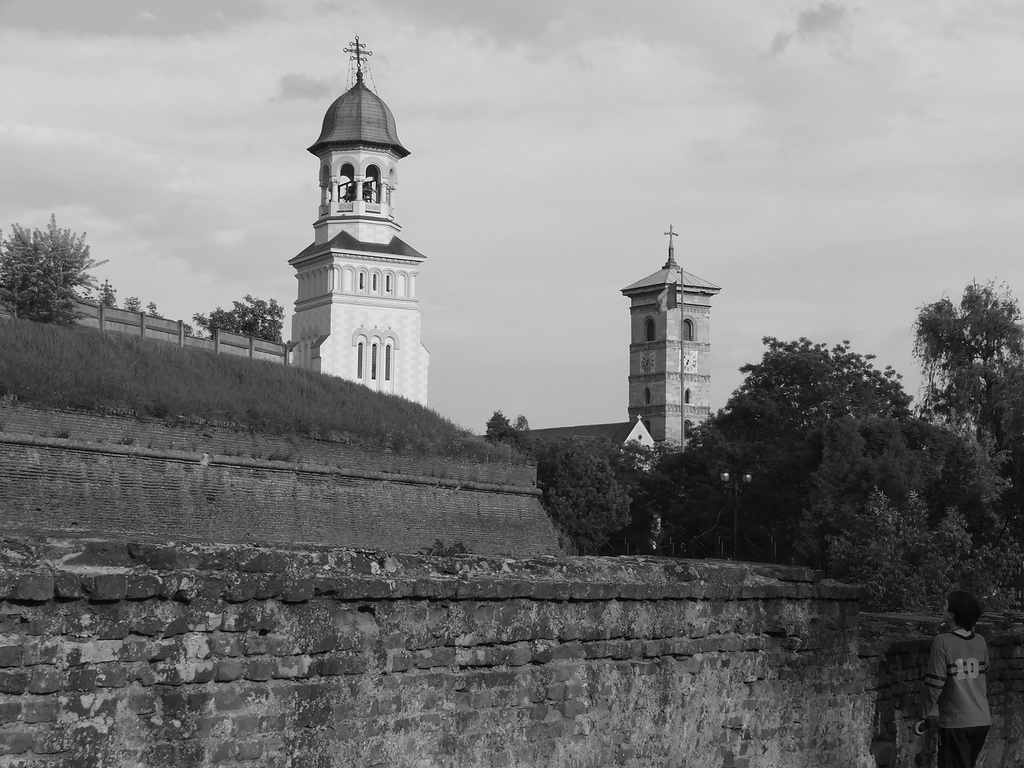
Les tours des deux cathédrales.

## Institutions culturelles

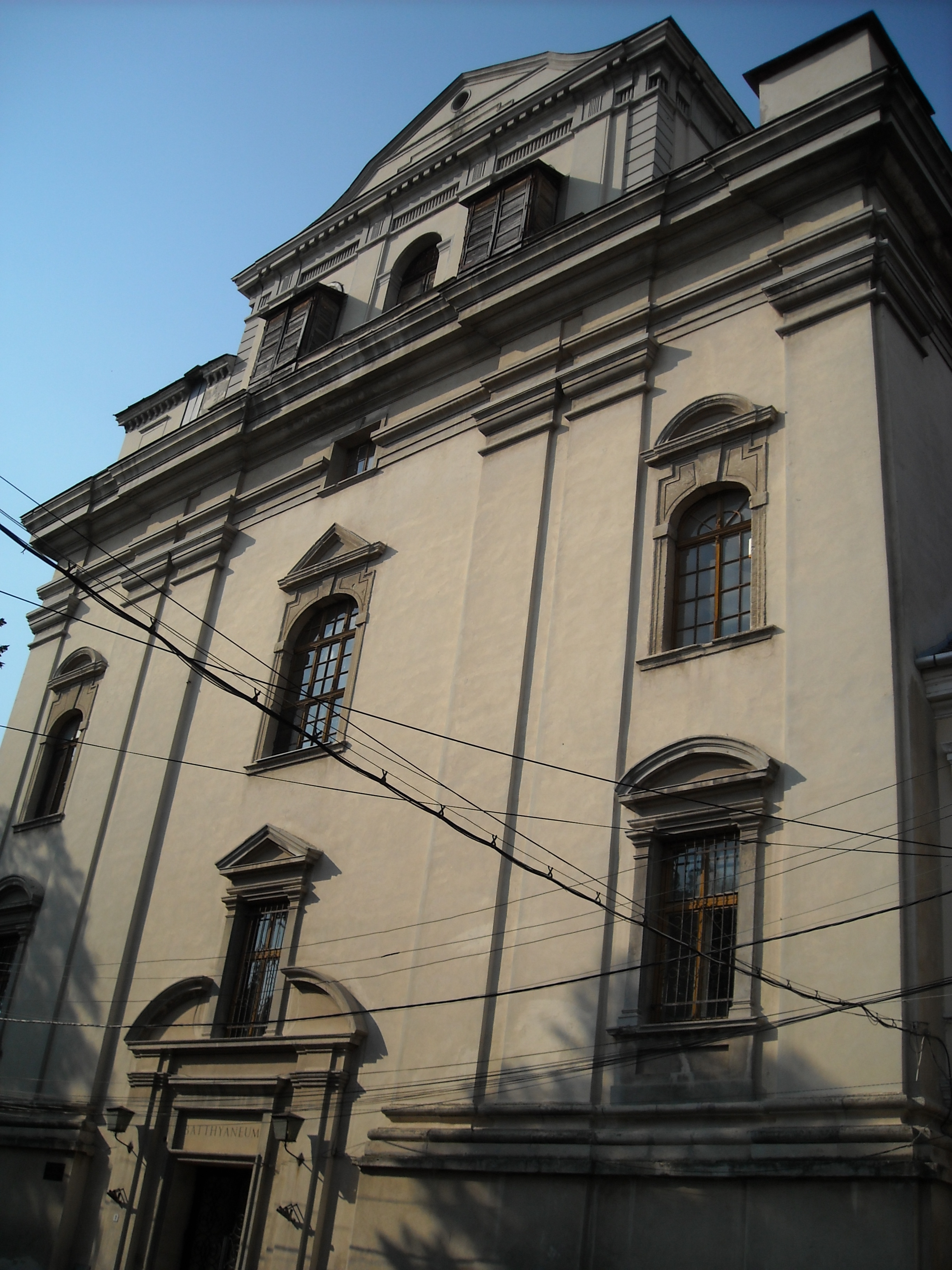
La bibliothèque Batthyaneaum.

## Économie

### Réunion d'Alba Iulia en 2007
Une réunion  de représentants politiques et professionnels de l’Assemblée des régions européennes viticoles (AREV) pour élaborer point par point la réponse à la proposition législative de la Commission européen que l’AREV remettra au Conseil européen et aux institutions consultatives de l’UE réforme de l’OCM-Vin s'est tenue en septembre 2007 à Alba Iulia,.

## Jumelages
- Alexandrie (Italie) depuis 2008
- Alcalá de Henares (Espagne)
- Nof Hagalil (Israël)
- San Benedetto del Tronto (Italie)
- Sliven (Bulgarie)
- Székesfehérvár (Hongrie)
- Varèse (Italie)
- Chișinău (Moldavie)
- Nazareth (Israël)
- Aigion (Grèce)
- Düzce (Turquie)
- Viadana (Italie)
- Biograd na Moru (Croatie)
- Lanzhou (Chine)
- Fontainebleau (France) depuis 2022